# Грассов, Тина
Тина Грассов (нем. Tina Grassow; род. 1 мая 1988) — немецкая шорт-трекистка, четырёхкратная призёр чемпионата Европы 2005, 2007, 2008 и 2013 года. Участница Зимних Олимпийских игр 2006 года.

## Спортивная карьера
Тина Грассов родилась в городе Зебниц, Германская Демократическая Республика. В три года вместе со своей мамой, которая является тренером по фигурному катанию, впервые пришла на каток. Тренировалась на базе клуба «Eislauf Verein Dresden». Её первым тренером, который заметил её способности и пригласил на свои тренировки, был Юрген Денхардт, а после — Экхард Штекель (нем. Eckhard Steckel). С 2008 по 2012 год временно прекратила выступления, чтобы полностью посвятить время обучению по специальности медиаменеджмент, а также дополнительно освоила профессию — тренер по фигурному катанию.
Первую медаль на соревнованиях международного уровня Грассов выиграла на чемпионате Европы по шорт-треку 2005 года в итальянском городе Турин. Её команда в женской эстафете на 3000 м с результатом 4:34.510 заняла третье место забега, уступив первенство соперницам из Франции (4:28.293 — 2-е место) и России (4:26.415 — 1-е место).
Последняя на начало 2018 года медаль в её активе была получена во время чемпионата Европы по шорт-треку 2013 года в шведском городе Мальмё. Немецкие шорт-трекистки в женской эстафете на 3000 м с результатом 4:18.692 заняли второе место, уступив первенство спортсменкам из Нидерландов (4:18.569 — 1-е место), но опередив конкуренток из Польши (4:19.794 — 3-е место).
На зимних Олимпийских играх 2006 года в Турине Тина была заявлена для участия в женской эстафете. Во втором забеге полуфинального раунда с результатом 4:22.553 её команда финишировала четвёртой. В общем зачёте немки заняли 6-ю позицию.
На чемпионате Европы по шорт-треку 2018 года в Дрездене Грассов выступала в составе немецкой четвёрки в эстафете на 3000 м. С результатом 4:21.788 её команда заняла четвёртую позицию. Призовое место они уступили соперницам из Франции (4:18.935 — 3-е место).